# Habichtswald (comune)
Habichtswald è un comune tedesco di 5 254 abitanti, situato nel land dell'Assia.
Non esiste alcun centro abitato con tale denominazione; si tratta pertanto di un comune sparso.